# Luke Freeman
Luke Freeman (Dartford, 22 marzo 1992) è un calciatore inglese, centrocampista svincolato.

## Carriera

### Club
Dopo aver militato nelle giovanili del Charlton Athletic e del Gillingham, il 30 gennaio 2008 passa alle giovanili dell'Arsenal, venendo descritto dallo stesso manager francese Arsène Wenger come un giocatore interessante.
Nel mercato invernale della stagione 2009-2010 passa allo Yeovil Town in prestito.
Il 30 gennaio 2017 passa ai Queens Park Rangers debuttando il 2 febbraio successivo contro il Newcastle Utd.
Il 3 luglio 2019 passa allo Sheffield United.
Dopo avere trovato poco spazio con le Blades, il 28 agosto 2020 viene ceduto in prestito al Nottingham Forest.

### Nazionale
Ha giocato nelle nazionali giovanili inglesi Under-16 ed Under-17.

## Statistiche

### Presenze e reti nei club
Statistiche aggiornate al 9 marzo 2021.
| Stagione            | Squadra             | Campionato          | Campionato | Campionato | Coppe nazionali | Coppe nazionali | Coppe nazionali | Coppe continentali | Coppe continentali | Coppe continentali | Altre coppe | Altre coppe | Altre coppe | Totale | Totale |
| Stagione            | Squadra             | Comp                | Pres       | Reti       | Comp            | Pres            | Reti            | Comp               | Pres               | Reti               | Comp        | Pres        | Reti        | Pres   | Reti   |
| ------------------- | ------------------- | ------------------- | ---------- | ---------- | --------------- | --------------- | --------------- | ------------------ | ------------------ | ------------------ | ----------- | ----------- | ----------- | ------ | ------ |
| 2007-2008           | Gillingham          | FL1                 | 1          | 0          | FACup+CdL       | -               | -               |                    | -                  | -                  | -           | -           | -           | 1      | 0      |
| 2010-2011           | Yeovil Town         | FL1                 | 13         | 2          | FACup+CdL       | 0+1             | 0               |                    | -                  | -                  | -           | -           | -           | 14     | 2      |
| 2011-2012           | Stevenage           | FL1                 | 26+2       | 7          | FACup+CdL       | 4+0             | 0               |                    | -                  | -                  | -           | -           | -           | 32     | 7      |
| 2012-2013           | Stevenage           | FL1                 | 39         | 2          | FACup+CdL       | 1+2             | 0               |                    | -                  | -                  | FLT         | 1           | 0           | 43     | 2      |
| 2013-2014           | Stevenage           | FL1                 | 45         | 6          | FACup+CdL       | 4+2             | 1+1             |                    | -                  | -                  | FLT         | 3           | 0           | 54     | 8      |
| Totale Stevenage    | Totale Stevenage    | Totale Stevenage    | 112        | 15         |                 | 13              | 2               |                    | -                  | -                  |             | 4           | 0           | 129    | 17     |
| 2014-2015           | Bristol City        | FL1                 | 46         | 7          | FACup+CdL       | 5+0             | 0               | -                  | -                  | -                  | FLT         | 5           | 0           | 56     | 7      |
| 2015-2016           | Bristol City        | FLC                 | 41         | 1          | FACup+CdL       | 2+1             | 0               | -                  | -                  | -                  |             | -           | -           | 44     | 1      |
| 2016-gen. 2017      | Bristol City        | FLC                 | 18         | 2          | FACup+CdL       | 0+3             | 0               | -                  | -                  | -                  |             | -           | -           | 21     | 2      |
| Totale Bristol City | Totale Bristol City | Totale Bristol City | 105        | 10         |                 | 11              | 0               |                    | -                  | -                  |             | 5           | 0           | 121    | 10     |
| gen.-giu. 2017      | QPR                 | FLC                 | 16         | 2          | FACup+CdL       | -               | -               | -                  | -                  | -                  | -           | -           | -           | 16     | 2      |
| 2017-2018           | QPR                 | FLC                 | 45         | 5          | FACup+CdL       | 1+2             | 0               | -                  | -                  | -                  | -           | -           | -           | 48     | 5      |
| 2018-2019           | QPR                 | FLC                 | 43         | 7          | FACup+CdL       | 1+4             | 1               | -                  | -                  | -                  | -           | -           | -           | 48     | 8      |
| Totale QPR          | Totale QPR          | Totale QPR          | 104        | 14         |                 | 2+7             | 1               |                    | -                  | -                  |             | -           | -           | 113    | 15     |
| 2019-2020           | Sheffield Utd       | PL                  | 11         | 0          | FACup+CdL       | 3+2             | 0               | -                  | -                  | -                  | -           | -           | -           | 16     | 0      |
| 2020-2021           | Nottingham Forest   | FLC                 | 23         | 1          | FACup+CdL       | 1+1             | 0               | -                  | -                  | -                  | -           | -           | -           | 25     | 1      |
| Totale carriera     | Totale carriera     | Totale carriera     | 374        | 43         |                 | 38              | 2+1             |                    | -                  | -                  |             | 9           | 0           | 421    | 46     |

## Palmarès

### Club

#### Competizioni nazionali
- Football League Trophy: 1

Bristol City: 2014-2015
- Football League One: 1

Bristol City: 2014-2015